# 萨胡拉
萨胡拉（Sahure）是古埃及第五王朝的第二位法老，大約在前25世纪間在位，在位12年或至少13年。萨胡拉可能是第五王朝首位法老乌瑟卡夫的長子。
萨胡拉建立了一支艦隊，擴張疆域，並修建了自己的金字塔和神廟。